# Massacro al Central College
Massacro al Central College (Massacre at Central High) è un film thriller del 1976 diretto da Rene Daalder. In Italia è anche uscito con il titolo Sexy Jeans - Massacro al Central College. 
Il film ha anticipato, nella trama e nelle situazioni, il film cult Schegge di follia del 1989 diretto da Michael Lehmann.

## Trama
David arriva nella scuola superiore di una cittadina americana e ritrova il vecchio amico Mark che lo presenta agli amici e alla fidanzata Theresa. David non tarda ad accorgersi che il gruppetto è composto da bulli attaccabrighe e diventa amico di una delle loro vittime predilette, aiutandone un'altra, un bibliotecario, a ricollocare negli scaffali i libri gettati a terra dagli amici di Mark. Costoro, guidati da Bruce, tentano di violentare Mary e Jane, mentre invano Theresa cerca di fermarli. Interviene David che li sistema facilmente picchiandoli. Tra David e Theresa nasce una forte simpatia, ma anche questa diventa una complicazione perché Mark li sorprende a fare il bagno nudi insieme. Così lascia campo libero a Bruce e agli altri, che provocano a David un grave infortunio. David si vendica inscenando strani incidenti, mortali per i tre bulli.
Supplicato da Theresa, David risparmia Mark, il quale, memore dell'antica amicizia, non lo ha denunciato. Quando David si accorge che i ragazzi e le ragazze di cui ha preso le difese vogliono a loro volta dettare legge nella scuola, ciascuno cercando di coalizzarsi con David e rivelandosi così uguale alle vittime, li uccide a uno a uno. Infine piazza un ordigno nella sala da ballo del college, dov'è in corso una festa, per compiere un massacro. Mark e Theresa però si presentano pochi minuti prima dell'esplosione, determinati a dissuaderlo o a morire con gli altri. David, innamorato di Theresa, corre a recuperare la bomba, portandola fuori dall'edificio e saltando in aria con essa. Mark e Theresa decidono di dare la colpa a Spoony, un altro dei ragazzi aiutati dal killer, e di affermare che David è morto per evitare una strage.

## Versioni italiane
In Italia il film uscì in due versioni: una intitolata Massacro al Central College ed una uscita in col titolo Sexy Jeans. Mentre la prima versione è quella internazionale uscita in tutto il mondo (anche se tagliata di circa 1 minuto), la versione Sexy Jeans è una versione completamente rimaneggiata dal distributore italiano nella quale furono aggiunte nuove scene hardcore (girate da altri attori) e una nuova colonna sonora, composta dal brano Sexy Jeans scritto da Renato Pareti e Cristiano Malgioglio (arrangiato da Enrico Intra) e interpretato dalla cantante Roxy Robinson. Questa versione, della durata di 85 minuti, fu distribuita anche in VHS dalla Cvr, edizione oggi quasi introvabile.
A partire dal 2012 su Rai Movie è spesso circolata una terza versione del film della durata di 81 minuti ed intitolata Sexy Jeans - Massacro al Central College. Questa versione altro non è che la versione Sexy Jeans epurata delle scene hardcore e riportata al montaggio originale.

## Colonna sonora
La canzone dei titoli di testa della versione originale, Crossroads, è interpretata da Jill Williams.

## Produzione
Il film venne girato in appena quattro settimane. Il regista Rene Daalder venne raccomandato ai produttori da Russ Meyer, per il quale Daalder aveva precedentemente lavorato come cameraman.
Si tratta del primo film interpretato da Andrew Stevens e Kimberly Beck. Non molto dopo l'uscita del film Lani O'Grady e Kimberly Beck lavorarono nuovamente insieme nella serie televisiva La famiglia Bradford. Anche Darrel Maury e Ray Underwood fecero delle breve apparizioni in due episodi della serie.
Gli esterni della high school "Central High" del film sono l'edificio Carnegie Hall del Pomona College di Claremont, in California. Diverse scene degli interni furono girati in una scuola di Burbank chiamata Villa Cabrini.